# Падина (Варненская область)
Падина (болг. Па̀дина) — село в Болгарии. Находится в Варненской области, входит в общину Девня. Население составляет 336 человек.

## Политическая ситуация
В местном кметстве Падина, в состав которого входит Падина, должность кмета (старосты) исполняет Ивелина Янева Йоргакиева (Союз демократических сил(СДС)) по результатам выборов правления кметства.
Кмет (мэр) общины Девня — Атанас Димитров Кузев (независимый) по результатам выборов в правление общины.